# ヴェネツィア・ゲットー

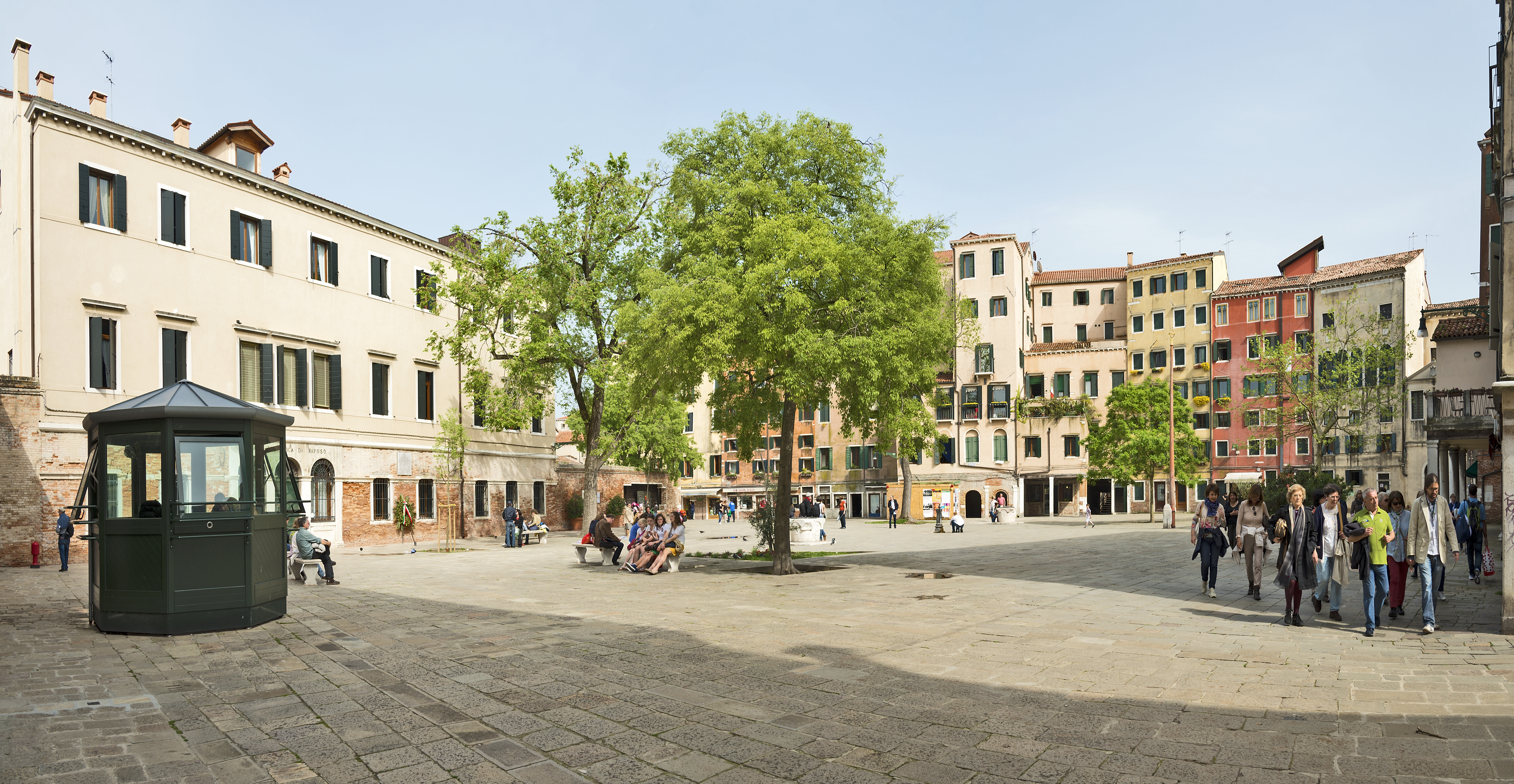
ヴェネツィアの新ゲットー地区（Ghetto Nuovo）の街並み。2009年5月7日撮影。

ヴェネツィア・ゲットー（ヴェネト語: Gheto de Venesia, イタリア語: Ghetto di Venezia）は、ヴェネツィア共和国の首都ヴェネツィアに設置されていたゲットー（ユダヤ人隔離居住区）である。世界で最初に「ゲットー」と呼ばれるようになったユダヤ人居住区と言われる。

## 歴史

### ジュデッカ島
ヴェネツィア共和国は10世紀頃から通商の拠点となり、第4回十字軍がコンスタンチノープルを攻略した13世紀以降には地中海において覇権を握った国である。
通商の拠点であるヴェネツィアには、神聖ローマ帝国（ドイツ）のユダヤ人が徐々に移り住むようになった。彼らはヴェネツィア船が東方から運んできた品を買い取り、中西欧に仲介していた。
11世紀末にイタリア半島のユダヤ人共同体を巡ったスペイン・ユダヤ人ベニヤニイモ・ダ・トゥーデラの旅行記にはまだヴェネツィアは注目されていないことから、ユダヤ人のヴェネツィアへの本格的な進出はそれ以降の事に属すると思われる。
13世紀にヴェネツィア政府は、ユダヤ人に対してヴェネツィア潟の島の一つスピナルンガ島（Spinalunga、後にユダヤ人居住区を意味するジュデッカ島という名になった）に住む事を強制した。本土（ヴェネツィア共和国の大陸の領土）のメストレに住む事を強制した時期もある。更にユダヤ人に黄色いバッジと帽子を被る事を義務付けたりもしている。
しかしヴェネツィアのユダヤ人は栄えた。彼らはユダヤ人特別税を払う事でヴェネツィアの財政に大きく貢献している。

### ヴェネツィア本島

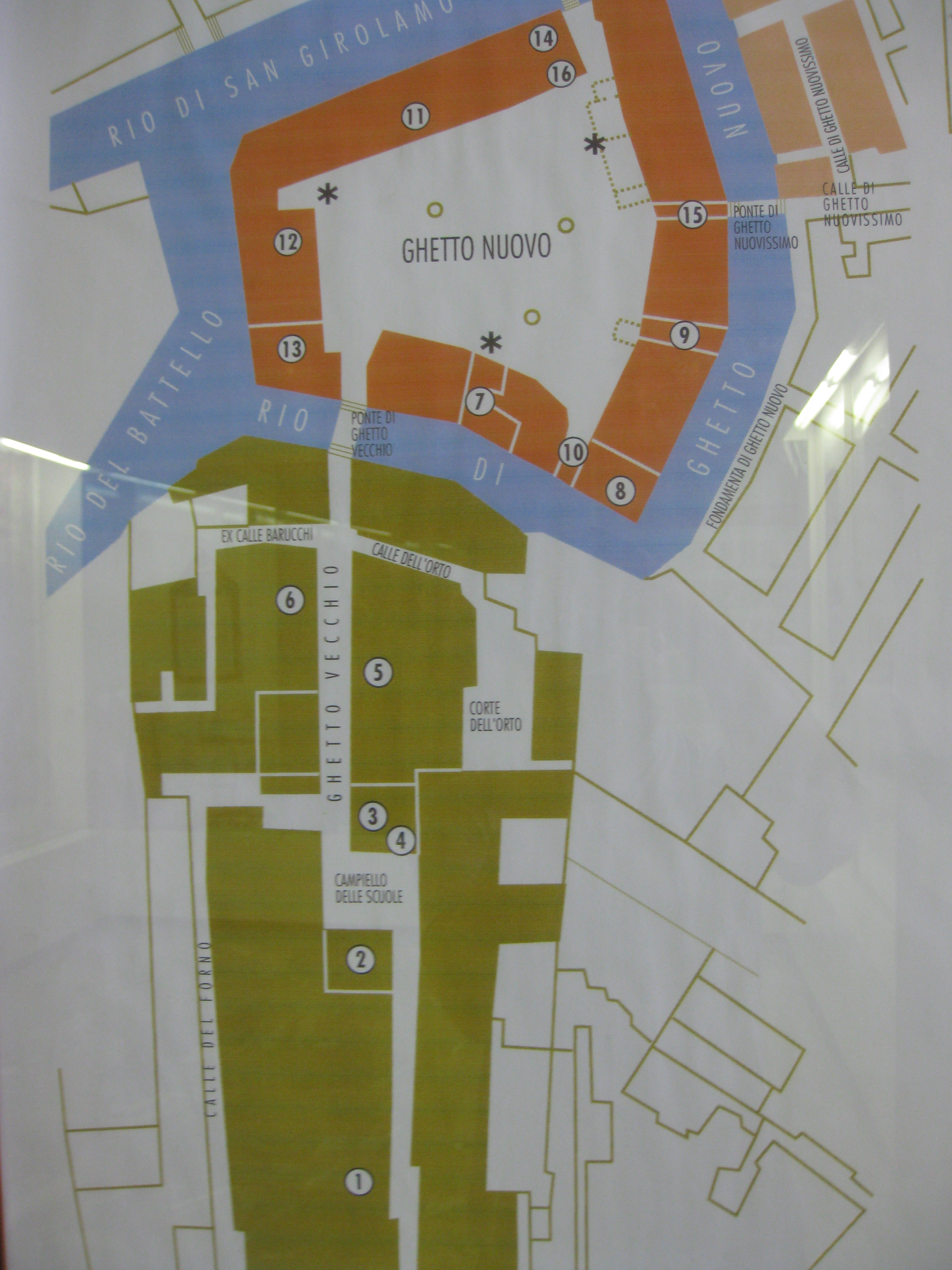
ヴェネツィア・ゲットーの地図。「Ghetto Nuovo」と書かれているのが「新ゲットー」、「Ghetto Vecchio」と書かれているのが「古ゲットー」。

1516年にヴェネツィア本島の西北部カンナレジオ地区の新鋳造所跡にユダヤ人居住区が建設され、ヴェネツィアのユダヤ人はここに移住を強制された。鋳造所はヴェネツィア語で「Getto」といい、これがユダヤ人居住区を意味する「ゲットー（Ghetto）」の単語の語源になったといわれている。現在このゲットーは「新ゲットー」（Ghetto Nuovo）と呼ばれる地域になっている。新ゲットーは四方運河に囲まれており、高い塀がめぐらされ、外向きの窓はすべて煉瓦でふさがれていた。設立当初の新ゲットーの人口は700人ほどとみられる。
1538年には隣接する旧鋳造所跡にもユダヤ人の居住が認められ、1541年にはここがゲットー化した。これが現在「古ゲットー」（Ghetto Vecchio）と呼ばれている地域である（新旧はゲットーが建設される前の鋳造所についてのことであり、ゲットーとしての成立は新ゲットーの方が古ゲットーより古い事に注意）。
新ゲットーが創設された当初は住民の大多数が神聖ローマ帝国（ドイツ）ユダヤ人で、土着のヴェネツィア（イタリア）ユダヤ人はわずかであったという。しかしこの後、イスラム圏ユダヤ人（レバンティニ。東方ユダヤ人・東地中海ユダヤ人）とスペイン・ポルトガル系（ポネンティニ）ユダヤ人も増えた。
イスラム圏ユダヤ人はヴェネツィア共和国にとって東方貿易における経済的ライバルであったので、初めヴェネツィア共和国はイスラム圏ユダヤ人の商品の運搬を自国船に禁止していた。しかし後にこれが解禁され、更にローマ教皇が宿敵のイスラム教徒との交易を禁止するようになるとヴェネツィア共和国にとってイスラム圏ユダヤ人との交易が重要なものになった。そのため、やがて彼らのヴェネツィア共和国居住も認められるようになったのであった。
スペイン・ポルトガル系ユダヤ人は、イベリア半島におけるキリスト教国のイスラム教国への再征服の後の1492年から16世紀初頭にかけてスペイン（カスティーリャ王国やアラゴン王国）やポルトガル王国で異端審問が激化したため、モロッコなどを経由してヴェネツィアへ逃れてきたユダヤ人である。
最盛期にはゲットーの人口は5,000人に達したという。ゲットー住民たちは、主に神聖ローマ帝国系、イスラム圏系、スペイン・ポルトガル系でグループを形成し、それぞれ別個のシナゴーグ（ユダヤ教会堂）とスコラ（教学館）を持ち、別々の風習・言語があった。住民の職業は商業、金融、医師、船員、外交関係、通訳などが多かった。

### 迫害
ゲットー住民は日中だけは地の利の悪い所で商売を行う事を許されたが、夜は事実上ゲットーに閉じ込められた。重いユダヤ人特別税も課せられた。
しかしそれでもユダヤ人はヴェネツィアで栄えた。ヴェネツィアの東方貿易の主役はユダヤ人だった。ユダヤ人が乗っていないヴェネツィア船はほとんど見当たらないほどだった。キリスト圏でもイスラム圏でもユダヤ人は裕福と噂になり、オスマン帝国や聖ヨハネ騎士団はしばしばヴェネツィア船のユダヤ人を誘拐してはユダヤ人共同体に身代金を要求した。ヴェネツィアのユダヤ人共同体は、言われるままにお金を支払う事が多かった。イスラム圏ユダヤ人やポルトガル系ユダヤ人が中心となってオスマン帝国との交渉のための特別機関を設けていた。また聖ヨハネ騎士団の本拠地マルタ島には代理人を置いた。代理人の仕事はユダヤ人が捕まった場合にヴェネツィアのユダヤ人共同体に報告し、もし身代金が支払い可能ならばその手続きをすることであった。
ゲットーは言うまでもなくユダヤ人隔離を目的として作られた差別的立法の産物である。しかしながら、同時期の中欧のゲットーとは異なり、ヴェネツィア・ゲットーに対してヴェネツィア人が略奪や虐殺などを行うようなことはなかった。これはヴェネツィア共和国が信教の自由を保障していた国であり、またヴェネツィア国民が宗教に無関心な人が多かったためではないかと見られている。

### ナポレオンによる解放
1797年にヴェネツィア共和国はナポレオン・ボナパルト率いるフランス軍によって滅ぼされた。
これによりユダヤ人はもはやゲットーに居住することを強制されなくなった。ヴェネツィアはこの後フランス帝国やオーストリア帝国の領土を経て、イタリア統一国家イタリア王国の領土となった。だが、ヴェネツィアのユダヤ人がゲットー居住を再び強制されることは無かった。イタリア統一運動にはゲットーから解放されたユダヤ人たちの協力があった。1866年にイタリア国王ヴィットーリオ・エマヌエーレ2世は改めてユダヤ人に居住の自由を認めている。
だが解放された後もゲットーに留まったユダヤ人は多かった。ゲットーのユダヤ人のうち裕福な者はゲットー外へ移住することもできたが、貧しい者は移住の金が無いため、そのままゲットーで暮らすしかなかったためである。ゲットーの人口は少しずつ減っていたが、第二次世界大戦前まではヴェネツィアのゲットー地区ではヴェネツィア・ユダヤ方言が話され、伝統的な儀式がおこなわれていたという。

### ナチス・ドイツによる虐殺

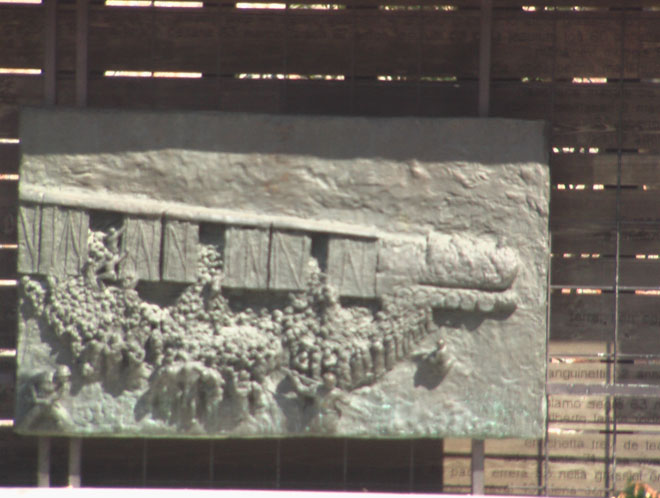
ヴェネツィア・新ゲットー地区にあるホロコースト記念碑の一つ。ユダヤ人収容所へ向かうナチスの移送列車が描かれている。

イタリア王国では1922年にローマ進軍によってベニート・ムッソリーニのファシスト党政権が誕生したが、ムッソリーニは人種差別政策は掲げなかったので、はじめユダヤ人が迫害されることはなかった。しかし1930年代末になるとナチス・ドイツ総統アドルフ・ヒトラーの圧力に屈して徐々にユダヤ人を社会から排除する立法を開始した。
1943年にドイツ軍がイタリアに侵攻すると、イタリアでもナチスによるユダヤ人狩りが行われるようになった。イタリア全土で約9,000人のユダヤ人がナチスの犠牲になったと見られている。ヴェネツィアのゲットーで暮らしていたユダヤ人は五分の一がナチスの強制収容所へと移送されている。
現在、新ゲットーにはナチス占領期のイタリア・ユダヤ人の殉難の碑が残されている。